# 戴尔·卡耐基
戴尔·卡內基（英語：Dale Carnegie，1888年11月24日—1955年11月1日），美国作家和演講者，他寫了一些與人際關係教育有關的書籍。他於1936年出版了以社交技巧為主題的著作《人性的弱點》（How to Win Friends and Influence People）。1912年，其創立「卡內基訓練」（Dale Carnegie Training），該機構教導人們人際溝通及如何處理壓力。

## 姓名
他出生時的真正姓氏其實是"Carnagey"，但約在1922年前後，他將之改為讀音相近的"Carnegie"，是取自當時的巨富安德魯·卡內基（Andrew Carnegie）之姓。

## 生平

### 早年
1888年11月24日，戴尔·卡耐基诞生于密苏里州玛丽维尔附近的一个小市镇，父亲经营一家农场。家里非常穷，由于营养不良，小卡內基非常瘦小，却长着一对与头部不很相称的大耳朵。
卡內基就讀小学時，因为调皮捣蛋，恶作剧，有几次差一点被退学。卡內基发现自己具有与生俱来的樂觀性格，曾向朋友倾诉：「烦恼伴随着我的一生。」
卡內基16歲时，不得不在自家的農場裏做更多的活。每天早晨，他騎馬進城上学。放学后便急匆匆地騎馬赶回家里，挤牛奶、修剪树木、收拾残汤剩饭好喂猪。
卡內基在童年时代，受到他母亲很大影响。母亲生性乐观，百折不挠。一次大水灾溢出河堤，把农场的所有农作物冲得不见踪影，但是母亲十分镇静，哼唱着歌，将家园重新收拾好。她对卡內基寄予厚望，一直鼓励他好好读书，希望他将来做一名传教士，或做一名教员。
1904年，卡內基高中毕业后就读位于沃伦斯堡的密苏里州州立师范学院。这时，家里已把农场卖掉，迁到学院附近。卡內基负担不起市镇上的生活费用，就住在家里，每天骑马到学校去上课。他是全校600名学生中，五、六名住不起市镇的学生之一。他虽然得到全额奖学金，但还必须四处打工，以弥补学费的不足。
卡內基发现，学院辩论会及演说比赛非常吸引人，优胜者的名字不但广为人知，尚且被视为学院的英雄人物。这是一个成名和成功的最好机会。但他没有演说的天赋，参加了12次比赛，屡战屡败。经历失败后，卡内基发奋振作，重新挑战自我。

### 转机
1906年，戴尔·卡內基一篇以《童年的记忆》为题的演说，获得了勒伯第青年演说家奖。这是他第一次成功尝试，这份讲稿至今还存在瓦伦斯堡州立师范学院的校誌里。这次获胜，是影响他一生的關鍵。
1908年，卡內基仍旧很贫穷，但与两年前进入师范学院时已有天壤之别了。他成了全院的风云人物，在各种场合的演讲赛中大出风头。全院的师生对他刮目相看；但他并不满足于此，开始走出学院去扩大自己演讲的影响力。

## 著作
- 1915年：
- 1920年：
- 1926年：
- 1932年：《林肯外傳（英语：Lincoln the Unknown）》
- 1934年：《名人秘史》（Little Known Facts About Well Known People）
- 1936年：《如何贏取友誼與影響他人》；或稱《人性的弱點》（How to Win Friends and Influence People）
- 1937年：《五分鐘人物傳》（Five Minute Biographies）
- 1944年：
- 1948年：《如何停止憂慮開創人生（英语：How to Stop Worrying and Start Living）》；或稱《人性的優點》[1]
- 1959年：
- 1962年：